# Serra (Tomar)
Serra é uma povoação portuguesa do Município de Tomar que foi sede da extinta Freguesia de Serra, freguesia que tinha 33,51 km² de área e 1 191 habitantes (2011), e, por isso, uma densidade populacional de 35,5 hab/km².
A Freguesia de Serra foi extinta (agregada) pela reorganização administrativa de 2012/2013, sendo o seu território integrado na Freguesia de Serra e Junceira.

## População
| População da freguesia de Serra | População da freguesia de Serra | População da freguesia de Serra | População da freguesia de Serra | População da freguesia de Serra | População da freguesia de Serra | População da freguesia de Serra | População da freguesia de Serra | População da freguesia de Serra | População da freguesia de Serra | População da freguesia de Serra | População da freguesia de Serra | População da freguesia de Serra | População da freguesia de Serra | População da freguesia de Serra |
| ------------------------------- | ------------------------------- | ------------------------------- | ------------------------------- | ------------------------------- | ------------------------------- | ------------------------------- | ------------------------------- | ------------------------------- | ------------------------------- | ------------------------------- | ------------------------------- | ------------------------------- | ------------------------------- | ------------------------------- |
| 1864                            | 1878                            | 1890                            | 1900                            | 1911                            | 1920                            | 1930                            | 1940                            | 1950                            | 1960                            | 1970                            | 1981                            | 1991                            | 2001                            | 2011                            |
| 2 925                           | 3 033                           | 3 765                           | 3 747                           | 4 284                           | 3 803                           | 3 410                           | 3 872                           | 3 526                           | 2 650                           | 1 608                           | 1 784                           | 1 228                           | 1 299                           | 1 191                           |

| Distribuição da População por Grupos Etários | Distribuição da População por Grupos Etários | Distribuição da População por Grupos Etários | Distribuição da População por Grupos Etários | Distribuição da População por Grupos Etários | Distribuição da População por Grupos Etários | Distribuição da População por Grupos Etários | Distribuição da População por Grupos Etários | Distribuição da População por Grupos Etários | Distribuição da População por Grupos Etários |
| -------------------------------------------- | -------------------------------------------- | -------------------------------------------- | -------------------------------------------- | -------------------------------------------- | -------------------------------------------- | -------------------------------------------- | -------------------------------------------- | -------------------------------------------- | -------------------------------------------- |
| Ano                                          | 0-14 Anos                                    | 15-24 Anos                                   | 25-64 Anos                                   | > 65 Anos                                    |                                              | 0-14 Anos                                    | 15-24 Anos                                   | 25-64 Anos                                   | > 65 Anos                                    |
| 2001                                         | 186                                          | 140                                          | 553                                          | 420                                          |                                              | 14,3%                                        | 10,8%                                        | 42,6%                                        | 32,3%                                        |
| 2011                                         | 114                                          | 112                                          | 553                                          | 412                                          |                                              | 9,6%                                         | 9,4%                                         | 46,4%                                        | 34,6%                                        |

Média do País no censo de 2001:  0/14 Anos-16,0%; 15/24 Anos-14,3%; 25/64 Anos-53,4%; 65 e mais Anos-16,4%
Média do País no censo de 2011:   0/14 Anos-14,9%; 15/24 Anos-10,9%; 25/64 Anos-55,2%; 65 e mais Anos-19,0%

## Localidades
Esta freguesia era constituída por um elevado número de povoações, lugares ou aglomerados populacionais de significativa expressão, tais como: Serra, Chão das Maias, Quinta de Chão das Maias, Cerca, Silveira, Salgueira, Balancho, Barreirão, Hortas, Bugarrel, Casa Nova, Abadia, Barreira Grande, Barreira Pequena, Outeiro da Barreira, Carvalhal, Pederneira, Outeiro, Pai de Aviz, Pai Cabeça, Castelo Novo, Alqueidãozinho, Esteveira, Eira do Chão, Venda, Vila Nova, Amoreira, Caramouchel, Portela, Levegada, Cortes, Paço, Macieira, Vale do Roxo, Vale de Vime, Vale da Lage, Espinheiro, Casalinho, Cruto, Quinta do Filipe, Figueira Redonda, Casal do Rei, Vale das Vacas, Ventozel, Ruiva, Barca do Loureiro, Ilha do Lombo, Paredinha, Mata, São Gião, Aguda, Barca da Esteveira, Casal da Cachoaria, Fonte de Vide, Chousa, Vale da Menina, Vale da Sardinha, Outeiro do Forno, Olival, Almoinhas, Vale Cabreiro, Cais da Ilha, Baia do Caramelo e Torre de Cima.

## História
Quanto ao seu topónimo, desconhece-se a sua origem. Sabe-se que na área da Freguesia, com origem muito antiga, existe, pelo menos, uma Anta, templo Megalítico de finais do 4.º Milénio a. C. ou ínicio do 3.º Milénio a. C., no lugar de Vale da Lage. As referências históricas ao nome da Serra, compilados que foram diversos documentos entre os quais se destacam os Livros referentes ao Município, denominados de Anais do Município de Tomar, reportam as datas finais do século XIV (1390), onde se alude à existência da Igreja de Santa Maria da Serra, (Livro do período de 1137 a 1453).
A importância da Serra, naquela época, com assento na mesa Mestral, era muito elevada, não só no aspecto religioso, mas também em termos de área de jurisdição administrativa.
Em termos religiosos, no ano de 1390, a Igreja de Santa Maria da Serra, era uma das 6 igrejas existentes na Paróquia da Vila de Tomar, logo com a importância que aquele estatuto lhe conferia.
Em  termos administrativos, pertencia ao Distrito de Santarém, mas a prova da sua importância  territorial foram as sucessivas desagregações territoriais processadas, primeiro em 1474, para a criação da jurisdição de São Pedro da Beberriqueira, dando origem à actual Freguesia de São Pedro com uma área de 35,8 km2.
Da área restante da Freguesia da Serra, após a retirada da Freguesia de São Pedro, foi criada a freguesia de São Mateus da Junceira, no ano de 1590, com uma área de 13,2 km2.
Com a edificação da Barragem do Castelo de Bode, a albufeira daí resultante cobriu alguns povoados da Freguesia da Serra. Perderam-se assim, e para sempre, não existindo a possibilidade de recuperar toponímicos constantes dos Anais do Município, perderam-se assim possíveis ligações, restando contudo alguns, tais como Alqueidãozinho, que é uma palavra derivada do árabe.
A Igreja Matriz da Serra, que tem como orago Nossa Senhora da Purificação, sofreu ao longo dos tempos várias calamidades desde as invasões francesas, até às recentes intervenções provenientes de recuperações motivadas por sinistros, incêndio e de adaptação aos novos tempos, mas mau grado de ter sofrido profundas alterações, existem cantarias, antigas, não datadas, mas que serão certamente próximas do ano 1390.

## Património
Em termos culturais a Freguesia da Serra, honra-se de possuir um vasto Património arquitectónico religioso, dotado de várias épocas, algumas bem remotas, outras não tanto, destacando-se as seguintes: 
- Ermida de Santo António, sita no lugar da Levegada, dotada de 1602;
- Ermida de São Bartolomeu, sito no lugar de Chão das Maias, dotada da mesma época (1602), porém a traça, foi substancialmente alterada, perdendo-se todas as características;
- Capela de Santa Luzia na Barreira;
- Capela de Nossa Senhora da Conceição, em Castelo Novo;
- Capela de Santo Amaro e Santo André, em Carvalhal;
- Capela de Nossa Senhora da Assunção, em Pederneira.

Existem registos e alusões à existência de outros templos religiosos entretanto desaparecidos devido á construção da barragem castelo de bode, tais como: 
- Capela de São Domingos em Vila Nova;
- Capela de São Pedro, em Pai Cabeça;
- Capela de Santo António, na Cerrada, possivelmente em Chão das Maias, onde existe um local assim designado.

## Situação atual
Actualmente esta freguesia, adquiriu bastante importância pelos seguintes factores: 
- Situa-se numa das margens da Albufeira do Castelo de Bode, o que é por si só, uma mais valia acrescida;
- Saíram daqui, alguns dos grandes obreiros do País, pois são desta região e particularmente desta Freguesia, alguns dos Construtores das Cidades de Lisboa, Amadora, Sintra, etc., ajudando ao crescimento do País, com tenacidade e saber;
- Alguns naturais, desta freguesia, exercem actualmente, tal como no passado o fizeram outros conterrâneos, funções na Governação do Estado.

Os naturais desta freguesia são por vezes apelidados de "Patos Bravos". Talvez seja esta a origem da expressão depreciativa usada para apelidar certos construtores.
As principais vias de acesso que servem esta freguesia são a E.M. 531 (Estrada Municipal de Tomar/Serra), a E.M 530 (Estrada Municipal de Serra/limite do concelho) e a E.M. 533 (Estrada Municipal São Pedro/Serra).
Os seus locais de interesse são diversificados, envolvendo espaços naturais, património edificado e peças de valor arqueológico.

## Heráldica e Armas
- Ordenação heráldica do brasão e bandeira[6]

Publicada no Diário da República, III Série de 31 de julho de 1997
- Armas - Escudo de prata, uma asna de vermelho acompanhada de dois patos bravos, volantes e em cortesia, de sua cor e por um cesto de vindima de púrpura, com uvas de ouro, folhadas de verde; em ponta, duas burelas ondeadas de azul.

Coroa mural de prata de três torres.
Listel branco com a legenda a negro, em maiúsculas:
SERRA - TOMAR

## Figuras Históricas
- Pedro Pais Marinho (1230 -?) foi um dos Senhores medievais desta localidade.

## Economia
A economia desta freguesia vem principalmente da agricultura e floresta, é muito frequente nesta região a agricultura de vinha e oliveiras, mas também de laranjeiras e pereiras... Em Setembro é o mês de maior crescimento económico e de trabalho devido à vindima, que depois vai dar aos famosos vinhos da região, mais tarde por volta de Novembro é a apanha da azeitona que faz com que a economia permaneça na região, a maioria da azeitona da freguesia é para o fabrico de azeite e posterior comercialização.

## Problemáticas
Um assunto sem resposta à vista é saber para quando estará prevista e aprovada uma praia fluvial digna desse nome, que dignifique a freguesia e os seus cidadãos. Os locais usados como praia são vários - nas Barreiras, em Vila Nova e em outros locais, sendo visitados por milhares de turistas e veraneantes, por banhistas e adeptos dos desportos náuticos, mas sem que as os orgãos autárquicos tenham ainda enunciado qualquer intenção no sentido da aprovação de uma praia fluvial na freguesia (como de resto acontece noutras autarquias de outros concelhos vizinhos). 
Esta e outras situações dificultam a melhoria qualidade de vida aos cidadãos, impedem a competitividade (acrescendo à distância que se encontra a freguesia da Serra ao centro urbano em Tomar), não privilegia a actividade económica nem os serviços de urgência e nem das forças de segurança, e a valorização sócio-económica do património público e privado.